# 43511 Сіма Екар
43511 Сіма Екар (43511 Cima Ekar) — астероїд головного поясу, відкритий 11 лютого 2001 року.
Тіссеранів параметр щодо Юпітера — 3,202.